# Беатріс Ортіс
Беатріс Ортіс (ісп. Беатріс Ортіс, 21 червня 1995) — іспанська ватерполістка.
Призерка Олімпійських Ігор 2020 року.
Призерка Чемпіонату світу з водних видів спорту 2017, 2019 років.